# Pofázunk és végünk Miamiban
A Pofázunk és végünk Miamiban (eredeti cím: Ride Along 2) 2016-ban bemutatott amerikai akció-filmvígjáték, amelyenek rendezője Tim Story, forgatókönyvírója Phil Hay és Matt Manfredi. A 2014-es Pofázunk és végünk című film folytatása. A főbb szerepekben Ice Cube, Kevin Hart, Tika Sumpter, Benjamin Bratt, Olivia Munn és Ken Jeong látható.
Az Amerikai Egyesült Államokban 2016. január 15-én mutatta be a Universal Pictures, Magyarországon január 21-én jelent meg szinkronizálva az UIP-Dunafilm forgalmazásában.

## Cselekmény
Ben frigyre lépni készül James testvérével, és próbaidős rendőrként dolgozik. Minden vágya, hogy nyomozó legyen, ezért kierőszakolja a lehetőséget, és Miamiba menjen James-szel, ahol egy hackertől akarnak infót szerezni egy folyamatban lévő nyomozáshoz. Ott kiderül, hogy a hacker egy másik ügyet is fel tudna göngyölíteni, mert kapcsolatban állt egy menő üzletemberrel, aki rossz fát tett a tűzre. A két ügy összefügg, ezért maguk mellé állítják a számítógépzsenit, és elindul az akadályokban bővelkedő nyomozás.

## Szereplők
| Színész          | Szereplő                                    | Magyar hang       |
| ---------------- | ------------------------------------------- | ----------------- |
| Ice Cube         | James Payton                                | Szabó Győző       |
| Kevin Hart       | Ben Barber                                  | Hamvas Dániel     |
| Tika Sumpter     | Angela Payton, James húga, Ben menyasszonya | Nemes Takách Kata |
| Benjamin Bratt   | Antonio Pope                                | Csankó Zoltán     |
| Olivia Munn      | Maya Cruz, nyomozó Miamiban                 | Urbán Andrea      |
| Tyrese Gibson    | D.J.                                        | Kálid Artúr       |
| Ken Jeong        | A.J., hacker                                | Józsa Imre        |
| T.I.             | Tony David                                  |                   |
| Nadine Velazquez | Tasha                                       | Mohácsi Nóra      |

## Fogadtatás
A film lesújtó kritikai értékeléseket kapott. A New York Post, a Variety és a San Francisco Chronicle sem írt dicsérő szavakat. A Metacritic oldalán 32/100-on áll. Az IMDb-n  5,9/10, 22 797 szavazat alapján. Bevételi szempontból viszont jócskán behozta a 40 millió dolláros költségvetést, világszerte 124 millió dollárt termelt. Az MTV Movie Awards-on Kevin Hart egy jelölést is begyűjtött.